# Auriac-sur-Vendinelle
Auriac-sur-Vendinelle è un comune francese di 1 026 abitanti situato nel dipartimento dell'Alta Garonna nella regione dell'Occitania.

## Società

### Evoluzione demografica
Abitanti censiti